# Rasswiet (rejon chabarski)
Rasswiet (ros. Рассвет) – osiedle w Rosji, w Kraju Ałtajskim, w rejonie chabarskim. W 2010 liczyło 285 mieszkańców.